# Kure-nai
Kure-nai (яп. 紅 Курэнай) — японская лайт-новел, автором которой является Кэнтаро Катаяма, а иллюстратором — Ямато Ямамото. На основе книги была создана манга, которая начала публиковаться в журнале Jump Square с самого первого выпуска и выходила до июня 2012 года. Аниме, основанное на сюжете книги, было выпущено студией Brain's Base и транслировалось по телеканалу TV Kanagava с 3 апреля по 19 июня 2008 года. Также на основе ранобэ и манги в 2010 году были выпущены 2 OVA серии по полчаса.

## Сюжет
Маленькая девочка по имени Мурасаки сбегает из поместья клана Кухоин, так как по обычаям семьи была обречена в 13 лет стать женой и быть заключённой на всю жизнь во внутреннее святилище поместья. Сбежать девочке помогает Бэника и поручает своему подчинённому и ученику Синкуро ухаживать за девочкой. Сам же Синкуро живёт в неблагополучной однокомнатной квартире, в которой даже нет ванны. Девочка, которая всю жизнь провела в богатом поместье в окружении верных слуг, должна постигнуть трудности реальной жизни, узнать больше об окружающем мире, людских отношениях, а также вкусить сладкий вкус свободы…

## Список персонажей
Синкуро Курэнай (яп. 紅 真九郎 Курэнай Синкуро:)
Сэйю: Миюки Савасиро
Главный герой истории. Несмотря на то, что со стороны кажется очень спокойным и безобидным, он очень сильный боец и работает на Бэнику. В детстве потерял всю свою семью в результате теракта, после чего замыкался в себе, пока не встретил Бэнику. Она забрала его в поместье Ходзуки, где мальчика обучили боевым искусствам. В Синкуро заключена некая сила, которая может увеличивать его физические возможности во много раз, а из локтей выходят длинные и острые рога, которыми он может уничтожать врага. Однако после их высвобождения на руках остаются серьёзные раны. Также во время высвобождения силы Синкуро становится агрессивным и поэтому стремится никогда не использовать силу, так как не желает причинять страдание людям. Поначалу не хотел жить вместе с Мурасаки, так как был уверен, что не справится со своей работой, но позже сильно привязался к девочке и поклялся защищать её до конца. В манге Синкуро способен гораздо лучше контролировать всю сверхъестественную силу.
Мурасаки Кухоин (яп. 九鳳院 紫 Кухо:ин Мурасаки)
Сэйю: Аой Юки
Семилетняя девочка родом из благородного поместья клана Кухоин. Она сбежала из поместья вместе с Бэникой по той причине, что в 7 лет должна была выйти замуж за брата. Так как девочка всю жизнь прожила в плотном окружении слуг и не имела никаких отношений, сначала она обращалась с Синкуро грубо и потребительски, но изучая взаимоотношения людей и ценности общества, быстро начала меняться и стала стремиться быть самостоятельной и честной. Так, она научилась готовить и стала заниматься уборкой в квартире, сохраняя при этом свой упрямый нрав. Влюбляется в Синкуро, и после того, как её принуждают снова вернуться в поместье, она соглашается лишь ради того, чтобы парня не покалечили. Семья Кухоин придерживается крайне консервативных обычаев и для того, чтобы не допустить «загрязнения благородной крови», многие поколения практикуют родственное кровосмешение. Девушка же после исполнения 7 лет становится женой родственника и заключается во внутреннее святилище, где должна покорно служить своему мужу и рожать детей. Мать Мурасаки умоляла Бэнику похитить девочку в 7 лет из поместья, чтобы та сумела влюбиться. После того, как Синкуро вместе с Бэникой и друзьями попытался спасти Мурасаки, глава клана соглашается отменить данный обычай, сама же Мурасаки соглашается остаться жить в поместье, но при условии, что не будет заточена в святилище и будет бороться с консервативными обычаями клана. Также девочка призналась, что любит Синкуро, но не может быть с ним, так как пока слишком молода, поэтому будет «ждать его».
Бэника Дзюдзава (яп. 柔沢 紅香 Дзю:дзава Бэника)
Сэйю: Сава Исигэ
Работодатель Синкуро, она даёт ему различные задания и поручила защищать Мурасаки. Как правило, следит за ними через своего подчинённого и часто прощает парню ошибки, ссылаясь на его молодость и неопытность. Когда-то давно служила матери Мурасаки, которая перед смертью попросила её тайно похитить дочь из поместья. Она также учила брата Мурасаки боевым искусствам. В аниме Бэника значительно слабее, в то время как в манге она практически непобедима. В аниме Бэника также значительно добрее.
Яёи Инудзука (яп. 犬塚 弥生 Инудзука Яёи)
Сэйю: Айко Окубо
Подчинённая Бэники, её главная задача — следить за Синкуро и Мурасаки. В отличие от Синкуро, она гораздо более опытный работник и, как правило, злится из-за неуклюжести и легкомыслия Синкуро и часто жалуется Бэнике, будучи уверенной, что парень ещё не в состоянии выполнять ответственные задания вроде защиты Мурасаки.
Гинко Мураками (яп. 村上 銀子 Мураками Гинко)
Сэйю: Нодзоми Масу
Молчаливая девушка, которая работает в качестве информационного брокера, следуя по стопам своего деда. Её опыт позволяет ей найти практически любую нужную информацию, в том числе и новые рабочие места для Синкуро. Дружит с ним с детства. После того, как Синкуро потерял свою семью, Гинко пыталась утешить его, но безуспешно. Когда жизни Синкуро угрожала смерть от рук бандитов, та стремилась защитить его. Гинко категорически против работы Синкуро у Бэники, так как она всё время видит его с новыми ранами. Обычно редко показывает свои чувства к парню, но ревнует, когда он оказывается в окружении других девушек.
Юно Ходзуки (яп. 崩月 夕乃 Хо:дзуки Ю:но)
Сэйю: Рёко Синтани
Подруга детства Синкуро, они вместе жили в поместье и занимались боевыми искусствами. Юно очень сильна в бою, значительно сильнее самого Синкуро. Она питает к нему любовные чувства и всегда находит оправдания, чтобы провести с ним больше времени или приготовить ему обед. Юно против того, чтобы Синкуро жил отдельно, так как боится, что он однажды станет хулиганом. У Юно есть младшая сестра по имени Тидзуру, которая быстро познакомилась с Мурасаки. Вторая же быстро сломала ей игровую приставку. В аниме Юно выглядит гораздо более уверенной с себе.
Тамаки Муто (яп. 武藤 環 Муто: Тамаки)
Сэйю: Асами Санада
Студентка, живёт в том же доме, что и Синкуро. Очень весёлая и кокетливая. Имеет большой опыт в любовных отношениях и с первого взгляда способна определить ближайшее будущее любовной пары, хотя сама так и не сумела найти подходящего партнёра. Также положила глаз на Синкуро. Отлично владеет карате. Быстро подружилась с Мурасаки. В аниме-сериале Тамаки не владеет никакими боевыми навыками и просто ищет свою любовь.
Ямиэ (яп. 闇絵)
Сэйю: Харука Кимура
Соседка Синкуро, странная девушка, которая носит чёрную одежду в готическом стиле и называет себя грешной женщиной. Очень любит кошек и держит их у себя в квартире. Очень плохо поёт, и не замечает этого.
Рэндзё Кухоин (яп. 九鳳院 蓮丈 Кухо:ин Рэндзё:)
Сэйю: Такая Курода
Глава семьи Кухоин и отец Мурасаки. Обладает огромной властью в поместье и хорошими связями в Японии. Для того, чтобы скрыть тот факт, что его жена находится в заточении в святилище, он женился на женщине по имени Кадзука, которая выдавала себя за мать Мурасаки. Содзю долго убеждала не заточать Мурасаки, когда та вырастет, но Рэндзё отказывался, и Содзю умерла от печали, после чего Рэндзё замешкался и долгое время не мог решиться изменить политику семьи. Однако в конце позволяет дочери жить в поместье Кухоин свободно.

## Ранобэ
Ранобэ, автором которого является Кэнтаро Катаяма, а иллюстратором — Ямато Ямамото, начало выпускаться в журнале Super Dash Bunko с декабря 2005 года. Всего выпущено 4 тома: 
| №  | Заглавие                                           | Дата публикации    | ISBN                   |
| -- | -------------------------------------------------- | ------------------ | ---------------------- |
| 01 | Kure-nai 紅                                        | 20 декабря 2005 г. | ISBN 4-08-630272-1     |
| 02 | Kure-nai ~Guillotine~ 紅 ～ギロチン～              | 25 июля 2006 г.    | ISBN 4-08-630290-X     |
| 03 | Kure-nai ~Shuuakusai~ (Part 1) 紅 ～醜悪祭～（上） | 22 ноября 2007 г.  | ISBN 978-4-08-630342-2 |
| 04 | Kure-nai ~Shuuakusai~ (Part 2) 紅 ～醜悪祭～（下） | 25 апреля 2008 г.  | ISBN 978-4-08-630416-0 |

## Манга
Манга, основанная на ранобэ, была создана Ямато Ямамото, иллюстратором оригинальных книг, и начала выпускаться в журнале Jump Square. К августу 2012 года были выпущены все 10 томов манги:
| №  | Дата публикации   | ISBN                   |
| -- | ----------------- | ---------------------- |
| 1  | 4 июня 2008 г.    | ISBN 978-4-08-874509-1 |
| 2  | 4 ноября 2008 г.  | ISBN 978-4-08-874598-5 |
| 3  | 1 мая 2009 г.     | ISBN 978-4-08-874671-5 |
| 4  | 4 декабря 2009 г. | ISBN 978-4-08-874771-2 |
| 5  | 2 июля 2010 г.    | ISBN 978-4-08-870040-3 |
| 6  | 3 декабря 2010 г. | ISBN 978-4-08-870155-4 |
| 7  | 3 июня 2011 г.    | ISBN 978-4-08-870242-1 |
| 8  | 4 ноября 2011 г.  | ISBN 978-4-08-870338-1 |
| 9  | 2 марта 2012 г.   | ISBN 978-4-08-870393-0 |
| 10 | 3 августа 2012 г. | ISBN 978-4-08-870486-9 |

## Аниме
Аниме, основанное на сюжете книг, было выпущено студией Brain's Base и транслировалось по телеканалу TV Kanagava с 3 апреля по 19 июня 2008 года. Также сюжет в сериале имеет некоторые отличия от манги и ранобэ, в частности, здесь сюжет более драматичен и концентрируется на повседневной жизни героев, любовных отношениях. Аниме-сериал был лицензирован компанией Sentai Filmworks для показа на территории США и вышел на DVD только с английскими субтитрами.

## Критика
Представитель сайта Anime News Network Терон Мартин отметил, что сериал получился очень интересным, обладающим оттенком артистизма, в частности, очень интересна маленькая героиня со своеобразным характером. Прорисовка и графика также хороши.

## Список серий аниме
|    | |                   |  |  |
| 01 | Extreme Night «Кёкуя» (極夜)                                                                                          | 3 апреля 2008 г.  |  |  |
| 02 | With the Drain and Stream «Мидзо то нагарэ то» (溝と流れと)                                                           | 10 апреля 2008 г. |  |  |
| 03 | Face of an Impostor «Нисэмоно но као» (偽者の顔)                                                                      | 17 апреля 2008 г. |  |  |
| 04 | Clever One «Сайбуцу» (才物)                                                                                           | 24 апреля 2008 г. |  |  |
| 05 | Wish «Нодзоми» (望み)                                                                                                 | 1 мая 2008 г.     |  |  |
| 06 | Light Shines Over Your Head, Doesn't it? «Аната но дзудзё: ни хикари га кагаяку дэсё:» (貴方の頭上に光が輝くでしょう) | 8 мая 2008 г.     |  |  |
| 07 | Women «Онна» (女) | 15 мая 2008 г.    |  |  |
| 08 | With Self-Preservation and Cowardice «Дзиай то окубё: то» (自愛と臆病と)                                              | 22 мая 2008 г.    |  |  |
| 09 | With You and I «Аната то ватаси то» (貴方と私と)                                                                      | 29 мая 2008 г.    |  |  |
| 10 | Accustomed Fear «Нарэ но кё:фу» (慣れの恐怖)                                                                          | 5 июня 2008 г.    |  |  |
| 11 | I Think «Варэ омоу» (われ思考う)                                                                                      | 12 июня 2008 г.   |  |  |
| 12 | I Am «Варэ ари» (われ存在り)                                                                                          | 19 июня 2008 г.   |  |  |